# Otto Toeplitz
Otto Toeplitz   (Breslau, 1 d'agost de 1881 - Jerusalem, 15 de febrer de 1940) va ser un matemàtic jueu-alemany especialitzat en anàlisi funcional.

## Vida
Toeplitz era fill i net de professors de matemàtiques de secundària. La seva formació en matemàtiques va ser, doncs, natural. Va obtenir el seu doctorat a la Universitat de Breslau l'any 1905. L'any 1906 va anar a la Universitat de Göttingen on, sota la influència de David Hilbert, començà a reescriure les teories dels espais n-dimensionals per a espais infinito-dimensionals. En aquesta època va començar una fructífera relació amb el seu col·lega i amic Ernst Hellinger amb qui va escriure conjuntament nombrosos articles, també després que Hellinger marxés de Göttingen el 1909.
L'any 1913 va acceptar una plaça de professor a la Universitat de Kiel on va restar fins al 1928 en què va ocupar la càtedra de la Universitat de Bonn. El seu interès per la història de les matemàtiques al va portar el 1929 a fundar amb Otto Neugebauer la revista Quellen und Studien zur Geschichte der Mathematik dedicada exclusivament a aquesta disciplina. Ell, particularment, va estar molt interessat en les relacions entre la matemàtica i la filosofia gregues.
Amb l'arribada dels nazis al poder el 1933 va ser desposseït dels seus càrrecs universitaris, però com que tenia pocs contactes a l'estranger i no gaires coneixements d'idiomes, com ell mateix reconeixia en una carta a Richard Courant. no va poder abandonar Alemanya fins al 1938. Durant aquest temps va organitzar classes per als infants jueus.
Ja a Israel, va ser assessor científic de la Universitat Hebrea de Jerusalem. Segons Siegmund-Schultze, les restriccions pressupostàries de la Universitat van impedir la seva contractació com la de molts altres científics jueu-alemanys. Va morir a Jerusalem un any després.

## Obra

### Obres científiques
- Über Systeme von Formen, deren Funktionaldeterminante identisch verschwindet 1905. Tesi doctoral.
- Infinitesimalrechnung 1912
- Encyclopädie der Mathematischen Wissenschaften: Mit Einschluss ihrer Anwendungen. Analysis 1923. Amb Ernst Hellinger.
- Integralgleichungen und Gleichungen mit unendlichvielen Unbekannten 1928. Amb Ernst Hellinger.

### Obres històriques i divulgatives
- Von Zahlen und Figuren traduït a l'anglès com The Enjoyment of Math, amb Hans Rademacher.[3]
- The calculus: A genetic aproach. Publicat per primer cop pòstumament el 1949.[4]